# Логоушка (Кетовский район)
Логоушка — деревня в составе Введенского сельсовета Кетовского района Курганской области.

## География
Располагается по берегам реки Сычёвка в 20 км к западу от Кургана, в 21 км к северо-западу от районого центра — села Кетово. Южной границей деревни являются пути Южно-Уральской железной дороги.

## Население
| 1989 | 2002 | 2010 |
| ---- | ---- | ---- |
| 404  | ↗458 | ↘420 |

## История
Освещение истории деревни Старо-Сидорово (прежнее название, встречается так же название «Логовушка») обычно связано с деятельностью купца Александра Николаевича Балакшина, организовавшего в ней совместно с Андреем Порфирьевичем Ванюковым в 1872 году крахмально-паточное производство. В 1879 году в деревне купцом Балакшиным организована первая в Зауралье метеорологическая станция.
В настоящее время в деревне сохраняется дом-усадьба купца Балакшина А. Н. по улице Интернатовская, напротив психоневрологического интерната.
В конце 1870-х годов стали появляться проекты железнодорожных магистралей от Волги до Южного Урала. Крупных промышленников и купцов Урала интересовали неосвоенные богатства Сибири и новые рынки сбыта сырья, которые находились на Востоке. В течение 20 лет специальная комиссия при Министерстве путей сообщения рассматривала различные проекты железных дорог из Москвы на Урал и в Сибирь. В 1884 было принято решение о сооружении Великого Сибирского пути, составной частью которого стала впоследствии Южно-Уральская железная дорога, пролегшая вплотную с юга от деревни.
В религиозном отношении деревня относилась к приходу Введения во храм Пресвятой Богородицы села Черновское.

## Здравоохранение
В середине XX века в деревне создан интернат общего типа, преобразованный в ГБУ Сычевский психоневрологический интернат.

## Известные жители
Балакшин, Александр Николаевич, купец, крупный промышленный деятель (1844—1921)
Балакшин, Сергей Александрович, промышленник, основатель машиностроения в Зауралье (1877—1933)
Поздин, Дмитрий Александрович, председатель колхоза имени Ленина в селе Введенском (до 1941), герой Курской битвы (1943) (1905—1943)